# Ivan Pavlov (film)
Pour plus de détails, voir Fiche technique et Distribution.
Ivan Pavlov (Академик Иван Павлов) est un film soviétique réalisé par Grigori Rochal, sorti en 1949,. Le film retrace la vie du scientifique Ivan Pavlov, joué par Alexandre Borissov.

## Synopsis
L'histoire commence à Riazan, en 1875. Le jeune médecin Ivan Pavlov manque de financent pour la recherche scientifique et doit acheter les animaux de laboratoire avec ses propres économies. Il s'oppose à son ancien assistant, Zvantsev, qui incapable de sortir de l'obscurantisme lui reproche de s'attaquer au « sanctuaire de l’esprit ». Récompensé par un prix Nobel pour ses travaux sur la physiologie de la digestion, Pavlov ouvre la voie à une étude objective des fonctions cérébrales des animaux supérieurs. L’année révolutionnaire 1917 arrive. Pavlov rejette avec colère l'offre de l'agent américain de partir à l'étranger ; il reste pour toujours avec son peuple.

## Fiche technique
- Titre : Ivan Pavlov
- Réalisation : Grigori Rochal
- Scénario : Mikhaïl Papava
- Photographie : Viatcheslav Gardanov, Evgueni Kirpitchiov, Moisseï Magid
- Musique : Dmitri Kabalevski
- Décors : Abram Wechsler, Evgueni Eneï, Tamara Levitskaïa
- Montage : Valentina Mironova
- Production : Lenfilm
- Format : noir et blanc
- Pays : URSS
- Genre : drame
- Durée : 110 minutes
- Sortie : 1949

## Distribution
- Alexandre Borissov : Ivan Pavlov
- Nina Alissova : Varvara Ivanova, collègue de Pavlov
- Vladimir Tchestnokov : Zabeline
- Fiodor Nikitine : Pr Zvantsev
- Vladimir Balachov : Semionov'
- Nikolaï Plotnikov : Nikodim Vassilievitch
- Mariana Safonova : Serafima Vassilievna
- Ivan Dmitriev : Dmitri Pavlov
- Grigori Spiegel : Pr Petrishchev
- Vassili Sofronov : Teleguine
- Nikolaï Tcherkassov : Maxime Gorki